# Diplasterias
Diplasterias is een geslacht van zeesterren uit de familie Asteriidae.

## Soorten
- Diplasterias brandti (Bell, 1881)
- Diplasterias brucei (Koehler, 1908)
- Diplasterias kerguelenensis (Koehler, 1917)
- Diplasterias meridionalis (Perrier, 1875)
- Diplasterias octoradiata (Studer, 1885)
- Diplasterias radiata (Koehler, 1923)